# Brittiska imperie- och samväldesspelen 1962
Brittiska imperie- och samväldesspelen 1962 (engelska: 1962 British Empire and Commonwealth Games) var de sjunde imperie- och samväldesspelen i ordningen. Spelen hölls i Perth i Australien mellan den 22 november och 1 december 1962. Det var första gången som spelen arrangerades i Perth, andra gången i Australien och tredje gången på södra halvklotet. Spelen var de första som förlades till november-december, tidigare spel på södra halvklotet hade arrangerats i februari och spel på norra halvklotet i juli-augusti.
Spelen avgjordes i samband med en värmebölja.

## Deltagande länder

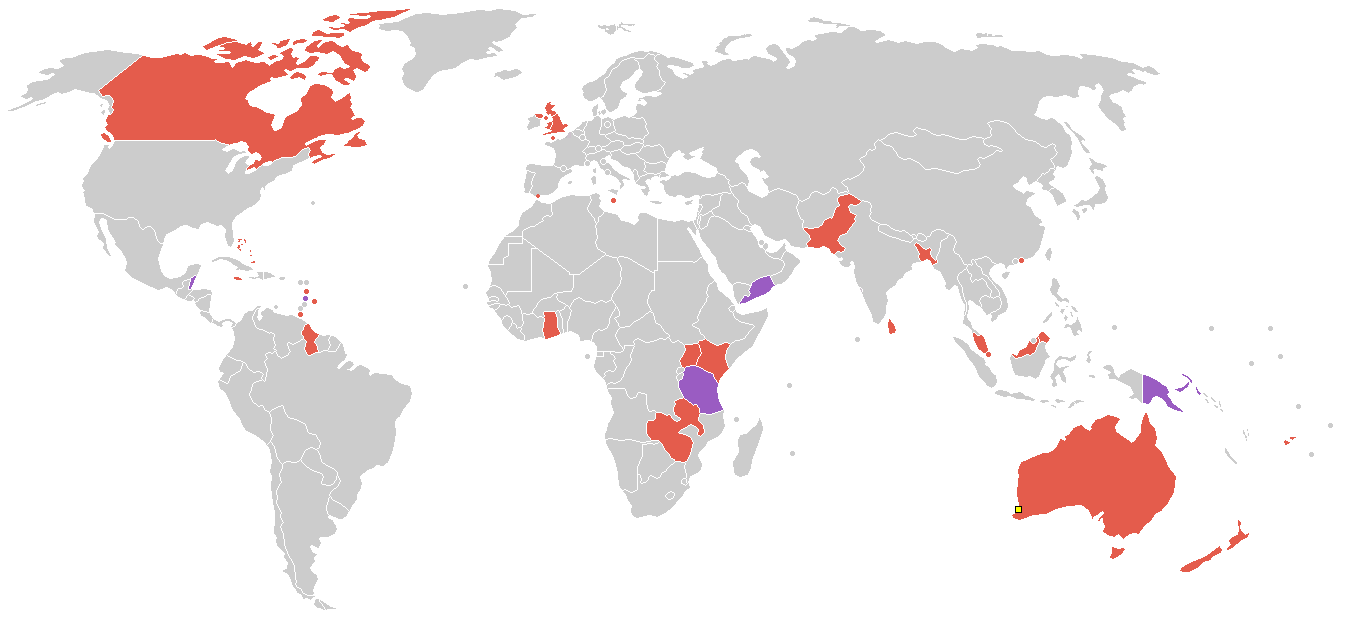
Deltagande länder, debutanter i lila.

35 länder och territorier deltog i spelen, vilket var ett mindre än i Wales 1958. Adenkolonin,  Brittiska Honduras, Centralafrikanska federationen (eller Federation of Rhodesia and Nyasaland), Papua Nya Guinea, S:t Lucia och Tanganyika deltog för första gången. Att Centralafrikanska federationen deltog för första gången är en sanning med modifikation: Federationen bestod av besittningarna Nyasaland, Nordrhodesia och Sydrhodesia, de två sistnämnda hade deltagit under egen flagg vid tidigare spel. Federationen upplöstes 1963, varför detta blev dess enda framträdande. Nordrhodesia och Nyasaland återkom vid spelen 1970 som Zambia respektive Malawi, medan det skulle dröja ända till 1982 för Sydrhodesias del, då under namnet Zimbabwe.
Några av de större länderna som deltog 1958 men inte 1962 var Indien, Nigeria och Sydafrika, det senare landet hade lämnat Brittiska samväldet.
- Aden
- Australien
- Bahamas
- Barbados
- Brittiska Guyana
- Brittiska Honduras
- Ceylon
- Dominica
- England
- Fiji
- Ghana
- Gibraltar
- Hongkong
- Isle of Man
- Jamaica
- Jersey
- Kanada
- Kenya
- Malajiska federationen
- Malta
- Mauritius
- Nordborneo
- Nordirland
- Nya Zeeland
- Pakistan
- Papua Nya Guinea
- Rhodesia och Nyasaland
- Saint Lucia
- Sarawak
- Singapore
- Skottland
- Tanganyika
- Trinidad och Tobago
- Uganda
- Wales

## Medaljliga
| Nr | Nation                 | Guld | Silver | Brons | Totalt |
| -- | ---------------------- | ---- | ------ | ----- | ------ |
| 1  | Australien             | 38   | 36     | 31    | 105    |
| 2  | England                | 29   | 22     | 27    | 78     |
| 3  | Nya Zeeland            | 10   | 12     | 10    | 32     |
| 4  | Pakistan               | 8    | 1      | 0     | 9      |
| 5  | Kanada                 | 4    | 12     | 15    | 31     |
| 6  | Skottland              | 4    | 7      | 3     | 14     |
| 7  | Ghana                  | 3    | 5      | 1     | 9      |
| 8  | Jamaica                | 3    | 1      | 1     | 5      |
| 9  | Kenya                  | 2    | 2      | 1     | 5      |
| 10 | Singapore              | 2    | 0      | 0     | 2      |
| 11 | Uganda                 | 1    | 1      | 4     | 6      |
| 12 | Rhodesia och Nyasaland | 0    | 2      | 5     | 7      |
| 13 | Wales                  | 0    | 2      | 4     | 6      |
| 14 | Bahamas                | 0    | 1      | 0     | 1      |
| 15 | Fiji                   | 0    | 0      | 2     | 2      |
| 15 | Trinidad och Tobago    | 0    | 0      | 2     | 2      |
| 17 | Barbados               | 0    | 0      | 1     | 1      |
| 17 | Brittiska Guyana       | 0    | 0      | 1     | 1      |
| 17 | Jersey                 | 0    | 0      | 1     | 1      |
| 17 | Malajiska federationen | 0    | 0      | 1     | 1      |
| 17 | Nordirland             | 0    | 0      | 1     | 1      |
| 17 | Papua Nya Guinea       | 0    | 0      | 1     | 1      |

### Fotnoter
1. ↑  ”1962 British Empire and Commonwealth Games” (på engelska). Samväldesspelsfederationen. Arkiverad från originalet den 10 december 2017. https://web.archive.org/web/20171210231907/https://www.thecgf.com/games/intro.asp?yr=1962. Läst 10 december 2017.